# Robert Simonds

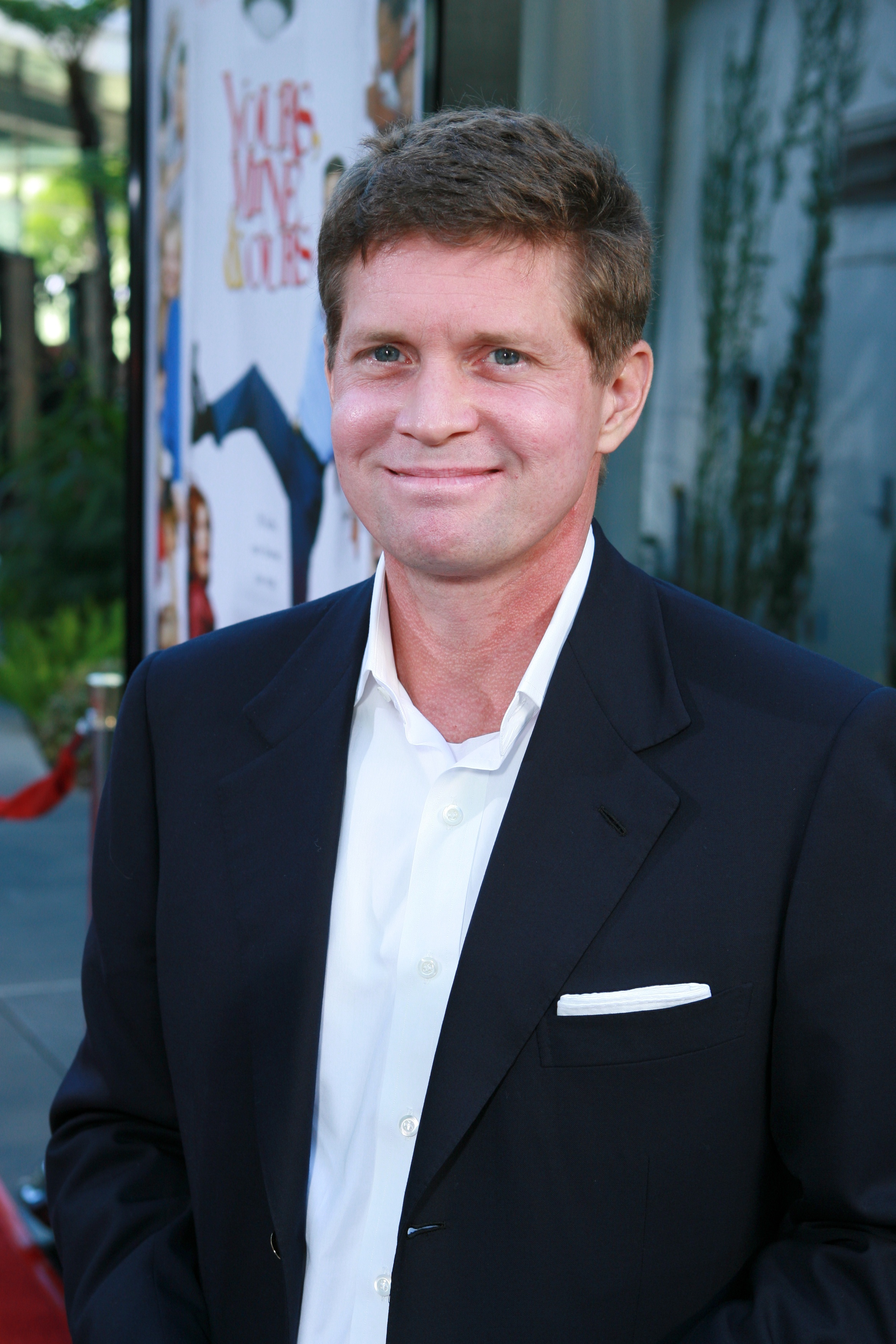
Robert Simonds

Robert Simonds (* 1964 in Phoenix, Arizona) ist ein US-amerikanischer Filmproduzent. Er ist Chairman und CEO von STX Entertainment.

## Leben und Wirken
Vor seiner Karriere im Filmgeschäft studierte Simonds Philosophie an der Yale University und absolvierte dort seinen Abschluss magna cum laude.
Seine erste Produktion war die Filmkomödie So ein Satansbraten aus dem Jahre 1990. Ein Jahr später produzierte er auch die Fortsetzung Ein Satansbraten kommt selten allein. 1995 folgte mit Ein Satansbraten ist verliebt der dritte Teil der Reihe. In den 1990er Jahren produzierte er einige Filme mit Adam Sandler in der Hauptrolle.
Im Jahr 2014 gründete er mit Unterstützung von Bill McGlashan das Filmproduktionsstudio STX Entertainment.
Robert Simonds ist verheiratet.

## Filmografie (Auswahl)
- 1990: So ein Satansbraten (Problem Child)
- 1991: Ein Satansbraten kommt selten allein (Problem Child 2)
- 1994: Airheads
- 1995: Billy Madison – Ein Chaot zum Verlieben (Billy Madison)
- 1995: Ein Satansbraten ist verliebt (Problem Child 3: Junior in Love)
- 1996: Happy Gilmore
- 1996: Bulletproof
- 1997: Dieser verflixte Kater (That Darn Cat)
- 1998: Half Baked
- 1998: Dirty Work
- 1998: Eine Hochzeit zum Verlieben (The Wedding Singer)
- 1998: Waterboy – Der Typ mit dem Wasserschaden (The Waterboy)
- 2000: Dumm gelaufen – Kidnapping für Anfänger (Screwed)
- 2001: Joe Dreck (Joe Dirt)
- 2001: Hals über Kopf (Head Over Heels)
- 2003: Voll verheiratet (Just Married)
- 2003: Im Dutzend billiger (Cheaper by the Dozen)
- 2004: New York Taxi (Taxi)
- 2005: Herbie Fully Loaded – Ein toller Käfer startet durch (Herbie: Fully Loaded)
- 2005: Deine, meine & unsere (Yours, Mine and Ours)
- 2005: Volltreffer – Ein Supercoach greift durch (Rebound)
- 2006: Der rosarote Panther (The Pink Panther)
- 2007: Lizenz zum Heiraten (License to Wed)
- 2009: Spy Daddy (The Spy next Door)
- 2010: Reine Fellsache (Furry Vengeance)
- 2012: Das gibt Ärger (This Means War)
- 2014–2015: State of Affairs
- 2019: 21 Bridges
- 2020: Der Spion von nebenan (My Spy)
- 2024: Der Spion von nebenan 2 (My Spy: The Eternal City)
- 2025: Happy Gilmore 2